# ابن الصغير الهاشمي
محمد العربي بن محمد بن حمودة بن الصغير الهاشمي أديب وشاعر من ليبيا، ولد بطرابلس وتوفي فيها عام 1143 هـ، درس في ليبيا وواصل تعليمه في مصر، ثم عاد إلى طرابلس حـوالي سنة 1130 هـ، اعتنى بشعر الغزل والمديح والشكوى.

## انظر أيضَا
- أحمد البهلول.
- علي أمين سيالة.